# Camilla (film 1994)
Camilla è un film del 1994 diretto da Deepa Mehta.